# Welzow
Welzow är en stad i östra Tyskland, belägen i Landkreis Spree-Neisse i förbundslandet Brandenburg, omkring 25 km sydväst om Cottbus och 75 km norr om Dresden. Orten är framförallt känd för brytning av brunkol.

## Administrativ indelning
Kommunen Proschim är sedan 2003 en kommundel (Ortsteil) i Welzows stadskommun.

## Befolkning
| År   | Invånare |
| ---- | -------- |
| 1875 | 630      |
| 1890 | 684      |
| 1910 | 5 549    |
| 1925 | 6 962    |
| 1933 | 7 513    |
| 1939 | 7 815    |
| 1946 | 8 078    |
| 1950 | 8 235    |
| 1964 | 7 685    |
| 1971 | 7 481    |

| År   | Invånare |
| ---- | -------- |
| 1981 | 6 277    |
| 1985 | 6 354    |
| 1989 | 5 937    |
| 1990 | 5 602    |
| 1991 | 5 361    |
| 1992 | 5 219    |
| 1993 | 5 152    |
| 1994 | 5 088    |
| 1995 | 5 071    |
| 1996 | 5 063    |

| År   | Invånare |
| ---- | -------- |
| 1997 | 5 038    |
| 1998 | 4 997    |
| 1999 | 4 909    |
| 2000 | 4 838    |
| 2001 | 4 674    |
| 2002 | 4 553    |
| 2003 | 4 394    |
| 2004 | 4 294    |
| 2005 | 4 183    |
| 2006 | 4 116    |

| År   | Invånare |
| ---- | -------- |
| 2007 | 4 059    |
| 2008 | 4 057    |
| 2009 | 3 973    |
| 2010 | 3 806    |
| 2011 | 3 866    |
| 2012 | 3 827    |
| 2013 | 3 731    |
| 2014 | 3 703    |
| 2015 | 3 645    |
| 2016 | 3 552    |

| År   | Invånare |
| ---- | -------- |
| 2017 | 3 490    |
| 2018 | 3 418    |
| 2019 | 3 384    |
| 2020 | 3 317    |

Detaljerade källor anges i Wikimedia Commons..

## Näringsliv
Stadens viktigaste arbetsgivare är energikoncernen Vattenfall. År 2014 godkände Brandenburgs delstatsregering öppning av ett nytt dagbrott för kolbrytning, vilket innebär att orten Proschim och delar av Welzow kommer att rivas. Omkring 800 ortsbor beräknas omfattas av tvångsförflyttningar.